# Гулиев, Шахлар Гасанага оглы
Гулиев Шахлар Гасанага оглы (азерб. Quliyev Şahlar Həsənağa oğlu; 25 сентября 1946, Астрахан-Базарский район — 26 октября 2024) — азербайджанский оперный певец, народный артист Азербайджана (2005).

## Биография
Шахлар Гулиев родился 25 сентября 1946 года в Астрахан-Базарский район. Окончил Азербайджанскую государственную консерваторию имени У. Гаджибекова (класс профессора Э. Гулиева).
С 1975 года являлся солистом Азербайджанского государственного академического театра оперы и балета. Ведущий исполнитель, высококвалифицированный солист-вокалист, преимущественно в ведущих ролях в национальных и классических оперных постановках театра: Нофел в «Лейли и Меджнуне», Аслан шах в «Шахе Исмаиле», Шахвелед в «Ашике Гярибе», Атакиши в «Севиле», Сулейман в «Аршин мал алане», Хан в «Гелин гаясы», Хасан хан в «Короглу», Амонасро в «Аиде», Монтероне в «Риго летто», Скарпия в «Тоске», Эскарильо в «Кармене», Тонио в «Паяце», Шоняр в «Богеме», Гасым бей Закир в «Натеване» и другие.
Шахлар Гулиев успешно представлял оперное искусство Азербайджана в Северном Кипре, Турции и других странах. Регулярно выступал на государственных мероприятиях.
В 2005 году ему было присвоено звание Народного артиста Азербайджана.
Лауреат президентской персональной пенсии.
Скончался 26 октября 2024 года в возрасте 78 лет после продолжительной болезни.

## Семья
Сын, Нофель Шахлароглы, доктор философии по филологии, актер и режиссер.

## Фильмография
- «Девичья башня» (2000)
- «Урок величия» (2007)